# 哈佛 (內布拉斯加州)
哈佛（英語：Harvard）是位於美國內布拉斯加州克萊縣的城市。

## 人口
根據2020年美國人口普查的數據，哈佛的面積為1.67平方千米，皆為陸地。當地共有人口951人，而人口密度為每平方千米569人。